# Bear Bryant
Pour les articles homonymes, voir Bryant.
College Football Hall of Fame 1986
Paul William « Bear » Bryant, né le 11 septembre 1913 à Fordyce et mort le 26 janvier 1983 à Tuscaloosa, est un joueur universitaire et entraîneur de football américain.

## Biographie
Il est surtout connu comme l'entraineur-chef du Crimson Tide de l'Alabama, l'équipe de l'université de l'Alabama. Durant vingt-cinq années à ce poste, il gagne six championnats nationaux et treize championnats de conférence. À sa retraite en 1982, il détenait le record du plus grand nombre de victoires comme entraîneur-chef dans l'histoire du football américain universitaire avec 323 victoires. À l'université de l'Alabama, plusieurs infrastructures sont nommées en son honneur, dont le stade.
Il est interprété par Sonny Shroyer dans le film Forrest Gump. Il est le Coach du programme de Football de l'université de l'Alabama qui repère la vitesse de course de Forrest et dira de lui : « He must be the stupidest son-of-a-bitch alive. But he sure is fast! ».